# Charmanli
Charmanli of Harmanli (Bulgaars: Харманли, Turks: Harmanli) is een stad en een gemeente in de Bulgaarse oblast Chaskovo. Op 31 december 2019 telde de stad Charmanli 19.395 inwoners, terwijl het stedelijk gebied met de nabijgelegen dorpen een bevolkingsaantal van 24.786 had.

## Geografie
De stad Charmanli heeft een centrale ligging waar een aantal wegen elkaar kruisen net als twee spoorwegen. De gemeente Chaskovo heeft een oppervlakte van 694,625 km² en staat hiermee op de 5e plaats van de 11 gemeenten van oblast Chaskovo, oftewel 12,55% van de oblast. De grenzen zijn als volgt:

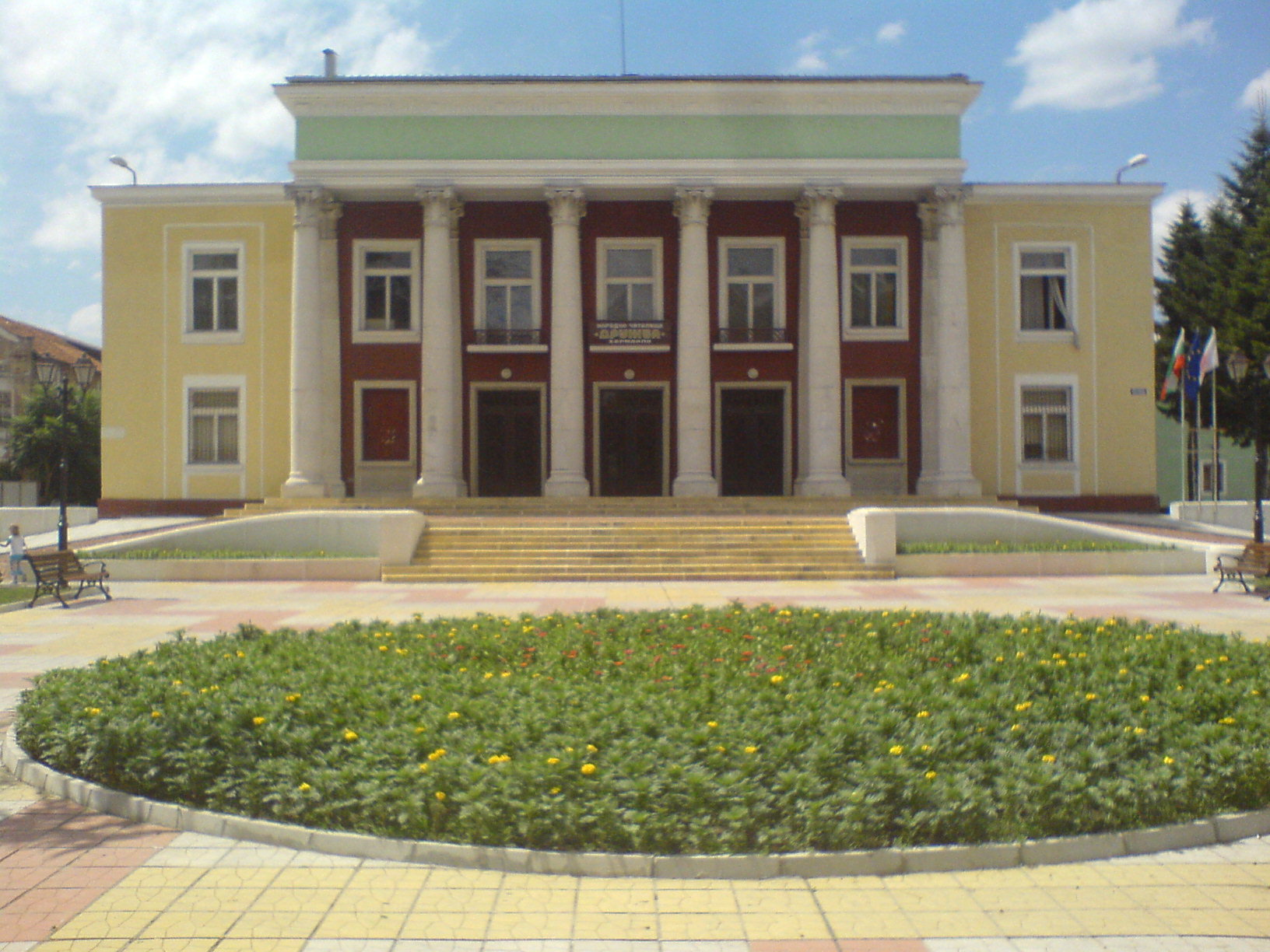
Cultureel centrum in Charmanli

- in het noordoosten - de gemeente Topolovgrad;
- in het oosten - de gemeente Svilengrad;
- in het zuidoosten - de gemeente Ljoebimets;
- in het zuiden - gemeente Madzjarovo;
- in het zuidwesten - de gemeente Stambolovo
- in het westen - de gemeente Chaskovo;
- in het noorden - de gemeente Simeonovgrad en de gemeente Galabovo.

## Geschiedenis
De stad werd voor het eerst vermeld in 1530 in de memoires van de Sloveense diplomaat Benedit Kuripešič, die daar als tolk voor zijn missie zou verblijven.
In 1833 werd een kloosterschool en een normale school in Charmanli opgericht, gevolgd doord de "St. Athanasiuskerk” in 1835. In 1870, kort voor de onafhankelijk van Bulgarije, werd het gemeenschapscentrum "Droezjba" opgericht.

## Bevolking
Op 31 december 2019 telde de gemeente Charmanli 24.786 inwoners, waarvan 19.395 in de stad Charmanli en 5.391 in de 24 nabijgelegen dorpen. Tussen 1934 en 2019 is vooral de bevolking op het platteland drastisch afgenomen, terwijl de bevolking van de stad Charmanli meer dan verdubbeld is.
| stad Charmanli     | 8.060  | 9.225  | 12.553 | 15.502 | 19.255 | 21.041 | 21.349 | 19.927 | 18.589 | 19.395 |
| gemeente Charmanli | 32.177 | 34.322 | 35.587 | 34.288 | 33.991 | 33.046 | 31.029 | 27.547 | 24.947 | 24.786 |

### Etniciteiten
De grootste bevolkingsgroep in de stad Charmanli vormden de etnische Bulgaren. In februari 2011 identificeerden 13.941 personen zichzelf als etnische Bulgaren, oftewel 81% van alle definieerbare respondenten. De grootste minderheden vormden de Roma (1.691 personen; 9%) en de Bulgaarse Turken (1.411 personen; 8%).
| Etnische samenstelling | Etnische samenstelling | Etnische samenstelling | Etnische samenstelling | Etnische samenstelling |
| ---------------------- | ---------------------- | ---------------------- | ---------------------- | ---------------------- |
|                        |                        |                        |                        |                        |
| Bulgaren               | Bulgaren               |                        | 81,0%                  | 81,0%                  |
| Turken                 | Turken                 |                        | 8,2%                   | 8,2%                   |
| Roma                   | Roma                   |                        | 9,8%                   | 9,8%                   |
| Anders + onbekend      | Anders + onbekend      |                        | 0,9%                   | 0,9%                   |

### Religie
De meeste inwoners in de stad Charmanli zijn christelijk. Er zijn twee grote kerken: St. Athanasius (gebouwd in 1835) en St. Ivan Rilski (gebouwd in 1938). In de volkstelling van februari 2011 was de Bulgaars-Orthodoxe Kerk de belangrijkste religie in de gemeente Charmanli, aangezien zo’n 81% van de bevolking zich tot deze Kerk rekende. Verder is minder dan 1% aanhanger van een van de verschillende denominaties van het protestantisme en een veel kleiner aandeel is katholiek. Naast het christendom is ook de islam aanwezig: zo’n 8% van de bevolking is moslim. In 2012 werd een moskee gebouwd in het nabijgelegen dorp Sjisjmanovo. De rest van de bevolking heeft geen religie of heeft niet gereageerd op de optionele volkstelling.
|                              | Aantal | Percentage (%) | Percentage (%) |
| 24947                        | Totaal | Respondenten   |                |
| ---------------------------- | ------ | -------------- | -------------- |
| Bulgaars-Orthodoxe Kerk      | 15572  | 62,42          | 80,54          |
| Katholieke Kerk in Bulgarije | 70     | 0,28           | 0,36           |
| Protestantisme               | 146    | 0,59           | 0,76           |
| Islam in Bulgarije           | 1601   | 6,42           | 8,28           |
| Overig                       | 34     | 0,14           | 0,18           |
| Onkerkelijk                  | 719    | 2,88           | 3,72           |
| Geen antwoord                | 1192   | 4,78           | 6,17           |
| Onbekend                     | 5613   | 22,50          | -              |

## Sport
FC Hebros is de lokale voetbalclub.

## Nederzettingen
De gemeente bestaat uit 25 nederzettingen:
| - Balgarin - Biser - Bogomil - Boljarski Izvor - Branitsa - Charmanli (hoofdplaats) - Dositeevo - Driptsjevo - Ivanovo | - Izvorovo - Kolarovo - Lesjnikovo - Nadezjden - Oresjets - Ostar Kamak - Ovtsjarovo - Poljanovo - Preslavets | - Rogozinovo - Slavjanovo - Smirnentsi - Sjisjmanovo - Tsjerepovo - Tsjerna Mogila - Varbovo |